# Skulpturenpark Schloss Philippsruhe

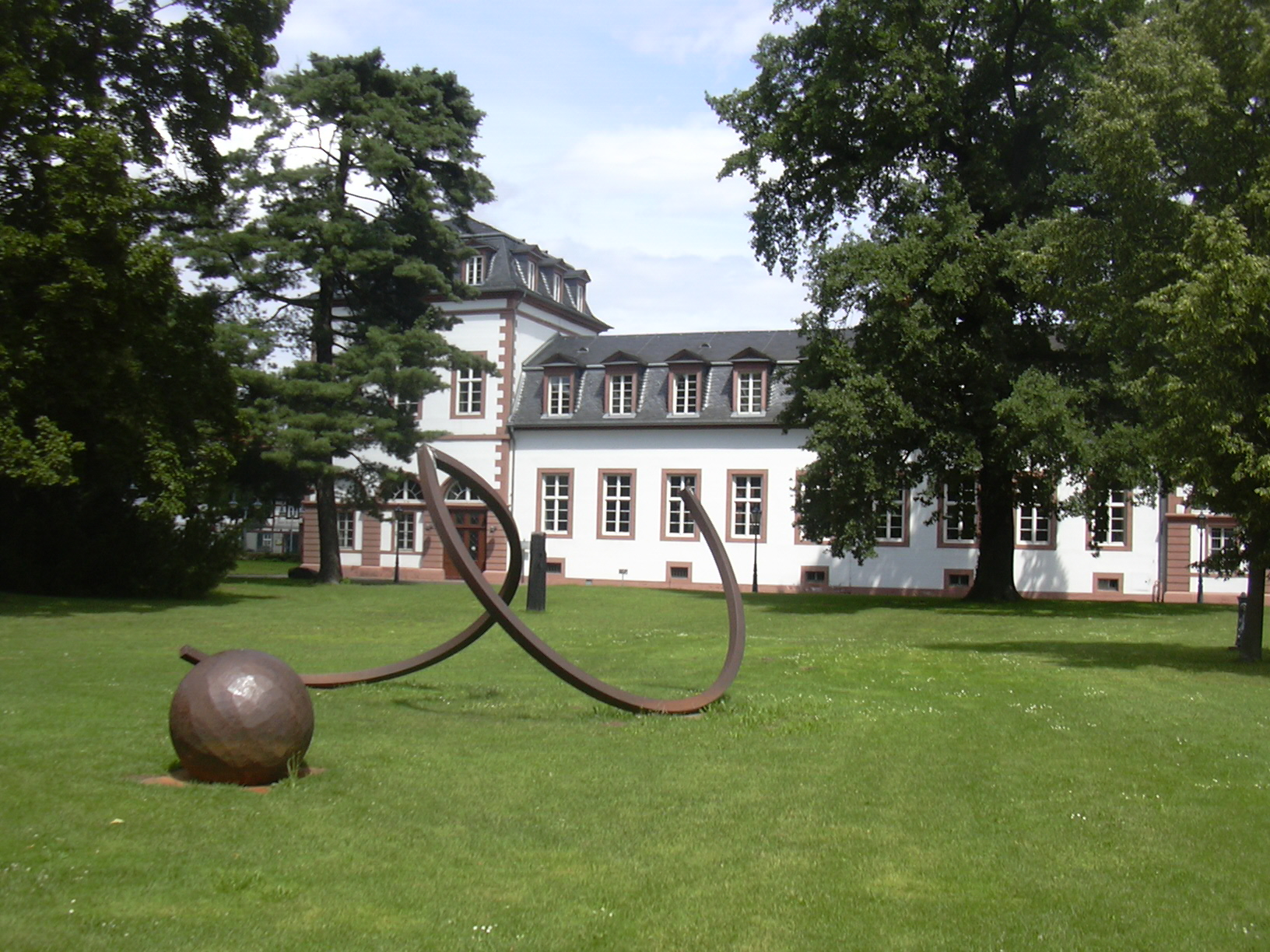
Skulptur Große Kreisteilung mit Kugel von Alf Lechner vor Schloss Philippsruhe

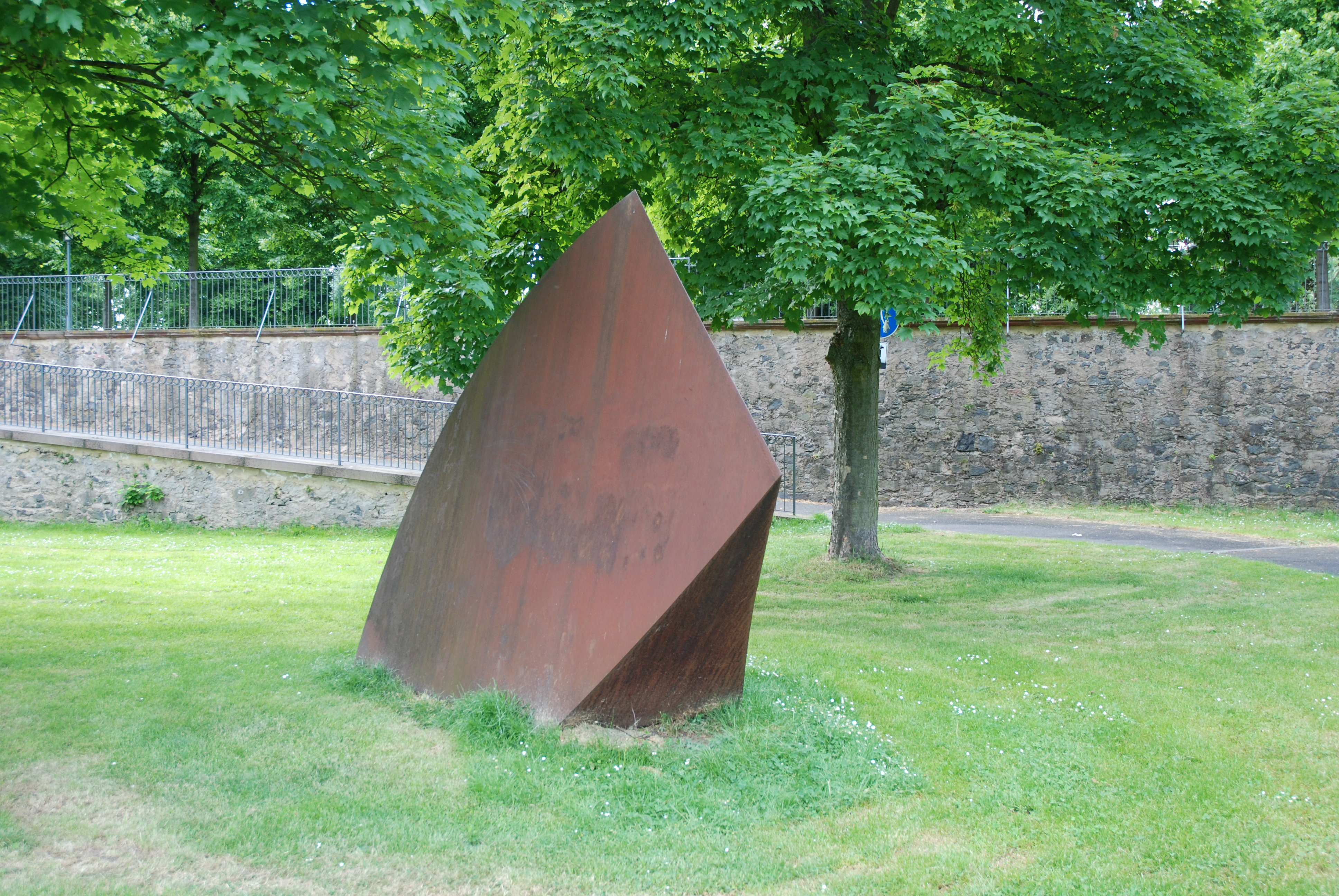
Hanauer Kopf von Michael Croissant

Der Skulpturenpark Schloss Philippsruhe ist ein Skulpturenpark, der in der historischen Parkanlage des Schlosses Philippsruhe und am angrenzenden Mainufer in Hanau-Kesselstadt nach Bildhauersymposien in den Jahren 1986, 1988 und 1990 eingerichtet wurde. Dazu wurden jeweils drei Bildhauer eingeladen.

## Teilnehmende Künstler
- Claus Bury: Engpass[1] (1990, 2015 wegen Baufälligkeit demontiert[2])
- Michael Croissant: Hanauer Kopf (1986)
- Gerson Fehrenbach: Große Figur (1959)
- Nikolaus Gerhart: Horizontale-Vertikale (1988)
- Robert Kögel: Kern und Peripherie (1999)
- Alf Lechner: Große Kreisteilung mit Kugel (1987)
- Heinz-Günter Prager: Großes Kreuzstück 3/88 (1988)
- James Reineking: Träger/Terenon (1985)
- Klaus Simon: Draußen ist in der Stadt (1986)

Ein Werk von Edgar Gutbub, ebenfalls aus diesen Symposien hervorgegangen, befindet sich in der Parkanlage an der Nußallee in Hanau.